# Aisling Walsh
Aisling Walsh (nascida em Dublin, setembro de 1958) é uma roteirista e cineasta irlandesa. Seu trabalho já foi exibido em diversos festivais ao redor do mundo e ela ganhou vários prêmios, incluindo o BAFTA TV Award por Room at the Top (2012), além do IFTA Award, e o Canadian Screen Award por sua direção em Maudie (2016). Ela é conhecida por seus "retratos sinceros e inabaláveis de uma sociedade irlandesa católica".

## Filmografia

### Cinema
| Ano  | Título               | Nota(s)                    |
| ---- | -------------------- | -------------------------- |
| 1985 | Hostage              | curta-metragem             |
| 1988 | Joyriders            |                            |
| 2003 | Song for a Raggy Boy |                            |
| 2004 | Visions of Europe    | Segmento "Invisible State" |
| 2008 | The Daisy Chain      |                            |
| 2016 | Maudie               |                            |

### Televisão
| Ano       | Título               | Nota(s)                 |
| --------- | -------------------- | ----------------------- |
| 1991–1994 | The Bill             | 14 episódios            |
| 1993      | Doctor Finlay        | 4 episódios             |
| 1995      | Roughnecks           | 7 episódios             |
| 1995–1996 | The Governor         | 2 episódios             |
| 1997–2002 | Trial & Retribution  | 6 episódios             |
| 2000      | Forgive and Forget   | Telefilme               |
| 2000      | Little Bird          | Telefilme               |
| 2002      | Sinners              | Telefilme               |
| 2005      | Fingersmith          | Minissérie; 3 episódios |
| 2009      | Eadar-Chluich        | 1 episódio              |
| 2010      | Wallander            | 1 episódio              |
| 2012      | Room at the Top      | Minissérie; 2 episódios |
| 2012      | Loving Miss Hatto    | Telefilme               |
| 2014      | A Poet in New York   | Telefilme               |
| 2015      | An Inspector Calls   | Telefilme               |
| 2019      | Elizabeth Is Missing | Telefilme               |